# Heimschuh
Heimschuh est une commune autrichienne du district de Leibnitz en Styrie.

## Tourisme
Heimschuh forme l'association touristique "Sulmtal Sausal - Südsteirisches Weinland" avec les communes de Großklein, Gleinstätten, Kitzeck im Sausal, Sankt Andrä-Höch, Sankt Johann im Saggautal, Sankt Nikolai im Sausal et Tillmitsch. Son siège est à Kitzeck im Sausal.